# 坦克两项

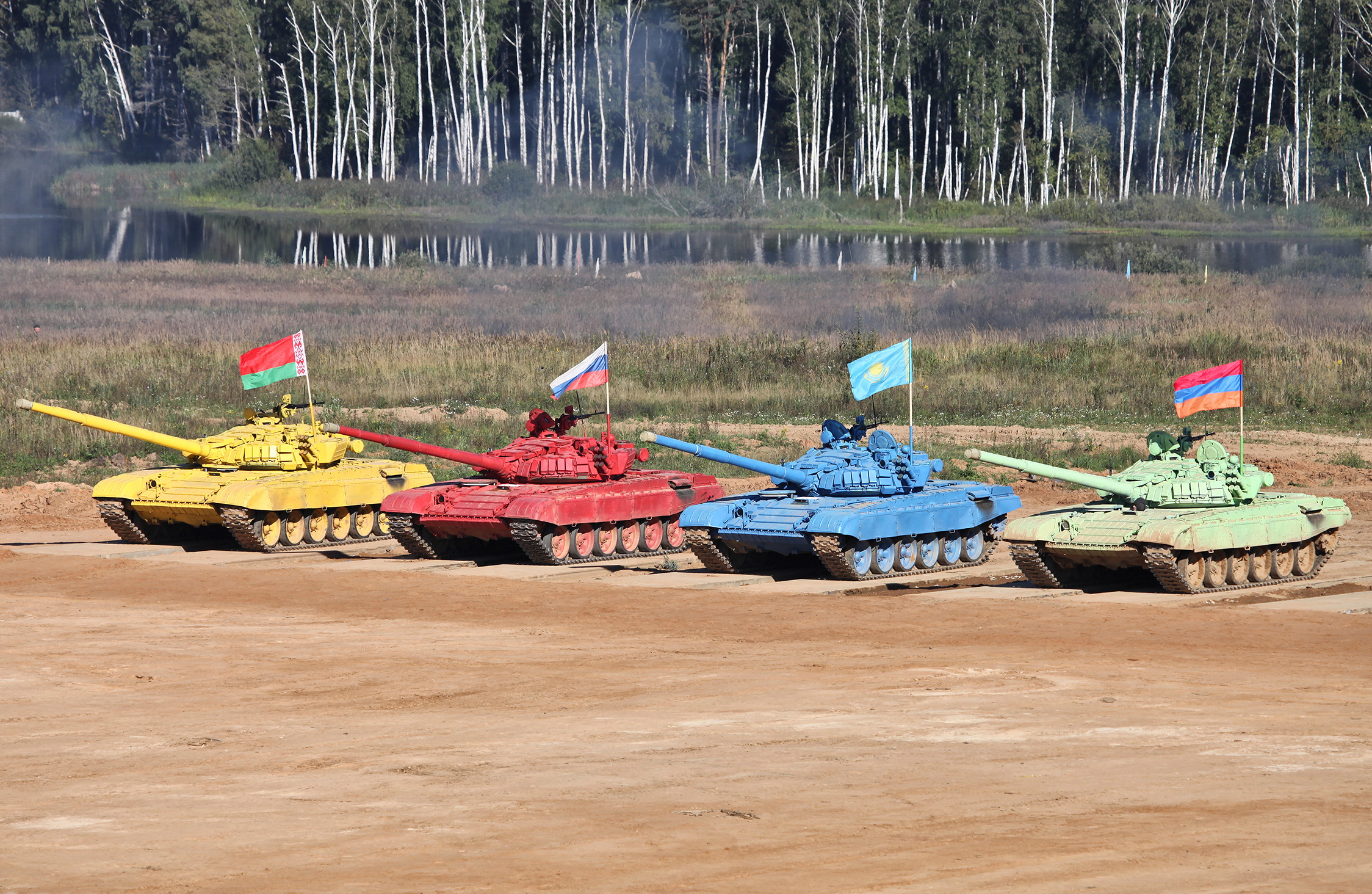
四辆参赛的T-72B主战坦克

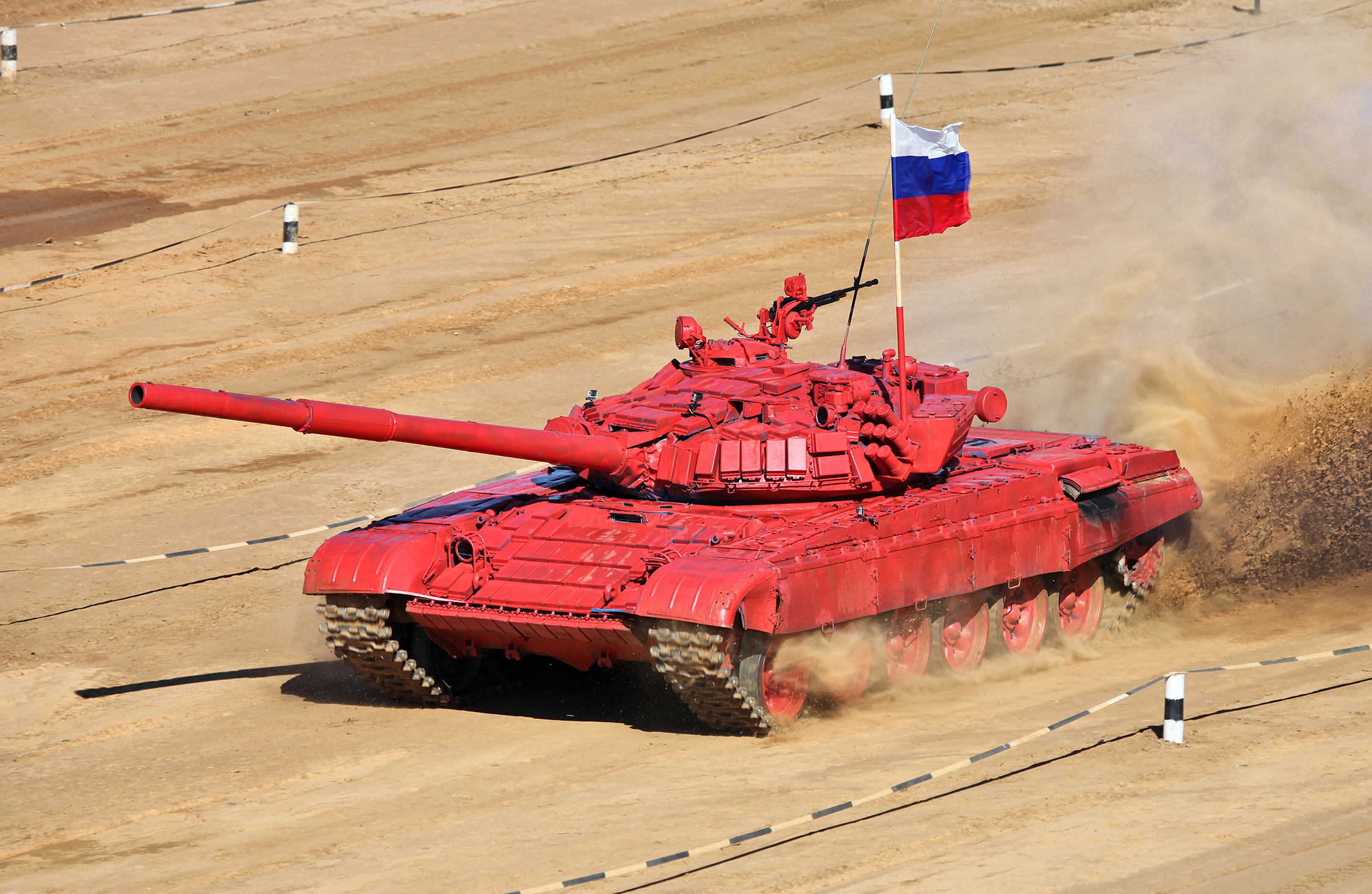
俄罗斯队的T-72B

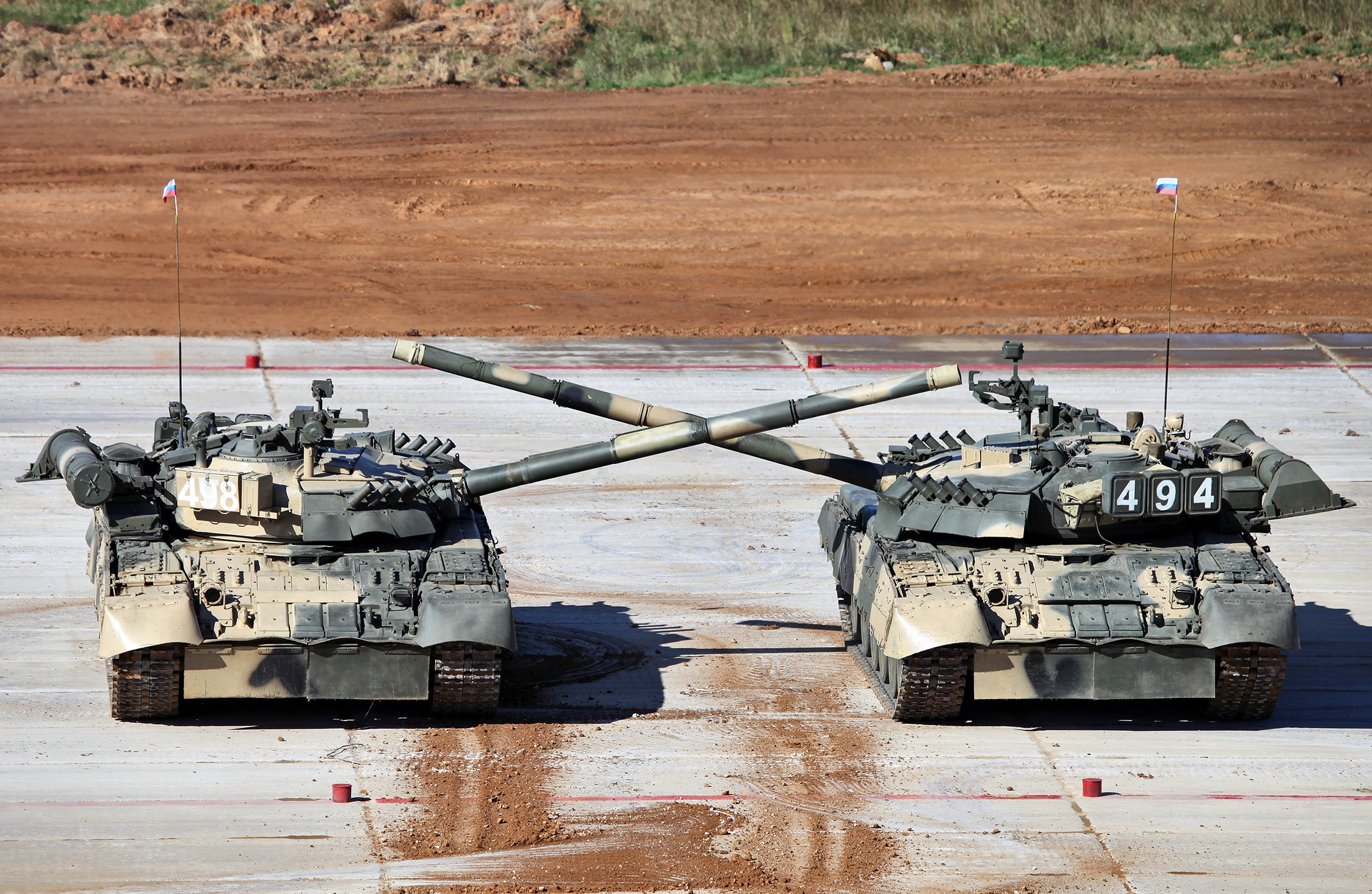
2013年比赛中T-80U坦克的表演

坦克两项（俄語：Танковый биатлон）是一项俄罗斯军方参照冬季两项发起的现代军事体育比赛。坦克成员在参赛过程中需运用加速通过设有火焰障碍的崎岖地形等多種個技巧。

## 概述
参赛坦克必须通过每圈6-10公里的三圈赛道。在第一圈中坦克成员射击距离分别为1,600米、1,700米、1,800米的靶标，第二圈中需使用7.62毫米同轴机枪射击距离为600-700米的模拟反坦克火箭筒阵地和步兵单位，第三圈中则需使用12.7毫米遥控防空重机枪射击1,200米距离的反坦克炮和反坦克导弹单位，每次脱靶将增加500米的惩罚距离。在最后一圈坦克需通过多個地形障碍，在此过程中每次失误（未通过或损坏地形）将对成员最终成绩增加10秒惩罚时间。

## 作弊与争议
在该比赛中，俄罗斯多次遭指责作弊。例如在2022年的半决赛中，比分一度显示俄国坦克击中了24个目标中的29个。
2022年，曾获得坦克两项比赛冠军的Aleksey Aleksandrovich Bakulev在乌俄战争全面爆发不久即遭乌克兰武装部队射杀。

## 赛事
成績表
| 年度 | 金牌   | 银牌     | 铜牌     |
| 2014 | 俄羅斯 | 亞美尼亞 | 中国     |
| 2015 | 俄羅斯 | 中国     | 塞爾維亞 |
| 2016 | 俄羅斯 | 中国     |          |
| 2017 | 俄羅斯 |          | 中国     |
| 2018 | 俄羅斯 | 中国     | 白俄羅斯 |
| 2019 | 俄羅斯 | 白俄羅斯 |          |
| 2020 | 俄羅斯 | 中国     | 白俄羅斯 |
| 2021 | 俄羅斯 | 中国     |          |

| 年度 | 金牌 | 银牌 | 铜牌 |
| 2019 |      | 越南 | 古巴 |
| 2020 | 越南 |      |      |
| 2021 |      |      | 緬甸 |

### 2013年坦克两项竞赛

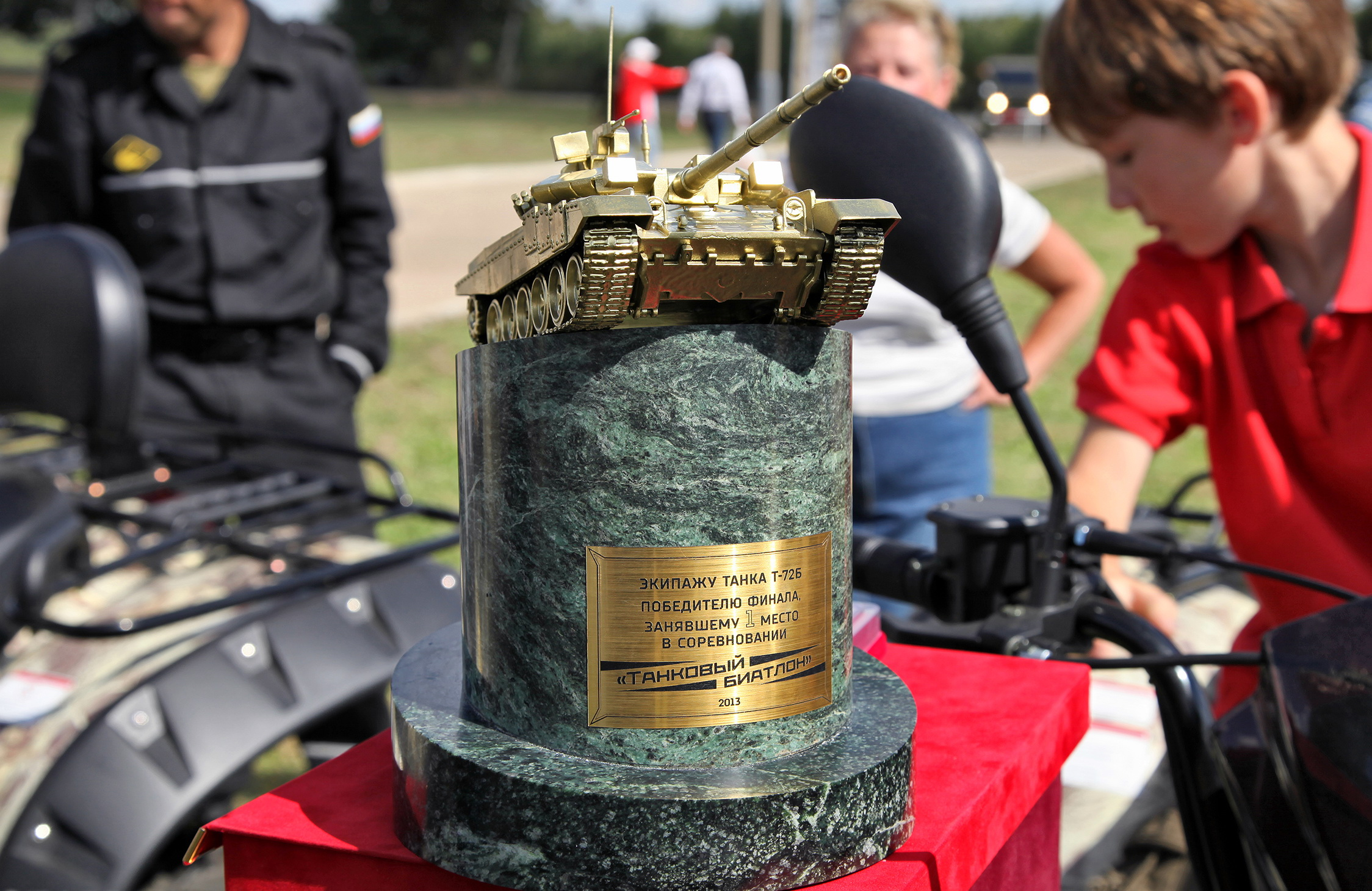
2013年的冠军奖杯

第一届比赛于2013年8月11-17日在阿拉比诺举行，参赛选手分别来自俄罗斯、哈萨克斯坦、白俄罗斯以及亚美尼亚。
| 排名 | 队伍     | 第一圈 | 第一圈 | 第二圈 | 第二圈 | 第三圈 | 第三圈 | 总时间 |
| 排名 | 队伍     | 中     | 失     | 中     | 失     | 中     | 失     | 总时间 |
| ---- | -------- | ------ | ------ | ------ | ------ | ------ | ------ | ------ |
| 1    | 俄羅斯   | 1      | 0      | 0      | 0      | 2      | 0      | 23:44  |
| 2    |          | 0      | 1      | 1      | 0      | 1      | 2      | 24:36  |
| 3    | 白俄羅斯 | 0      | 0      | 1      | 0      | 2      | 1      | 25:25  |
| 4    | 亞美尼亞 | 0      | 1      | 1      | 0      | 1      | 2      | 29:48  |

最终俄罗斯队获得冠军，该队的所有成员均赢得一辆拉达尼瓦汽车，亚军哈萨克斯坦克队赢得一辆拉达汽车，季军白俄罗斯队的奖品则是一辆全地形车。此外，所有参赛队员均获得一枚“联邦战斗强化”勋章。

### 2014年坦克两项世界锦标赛

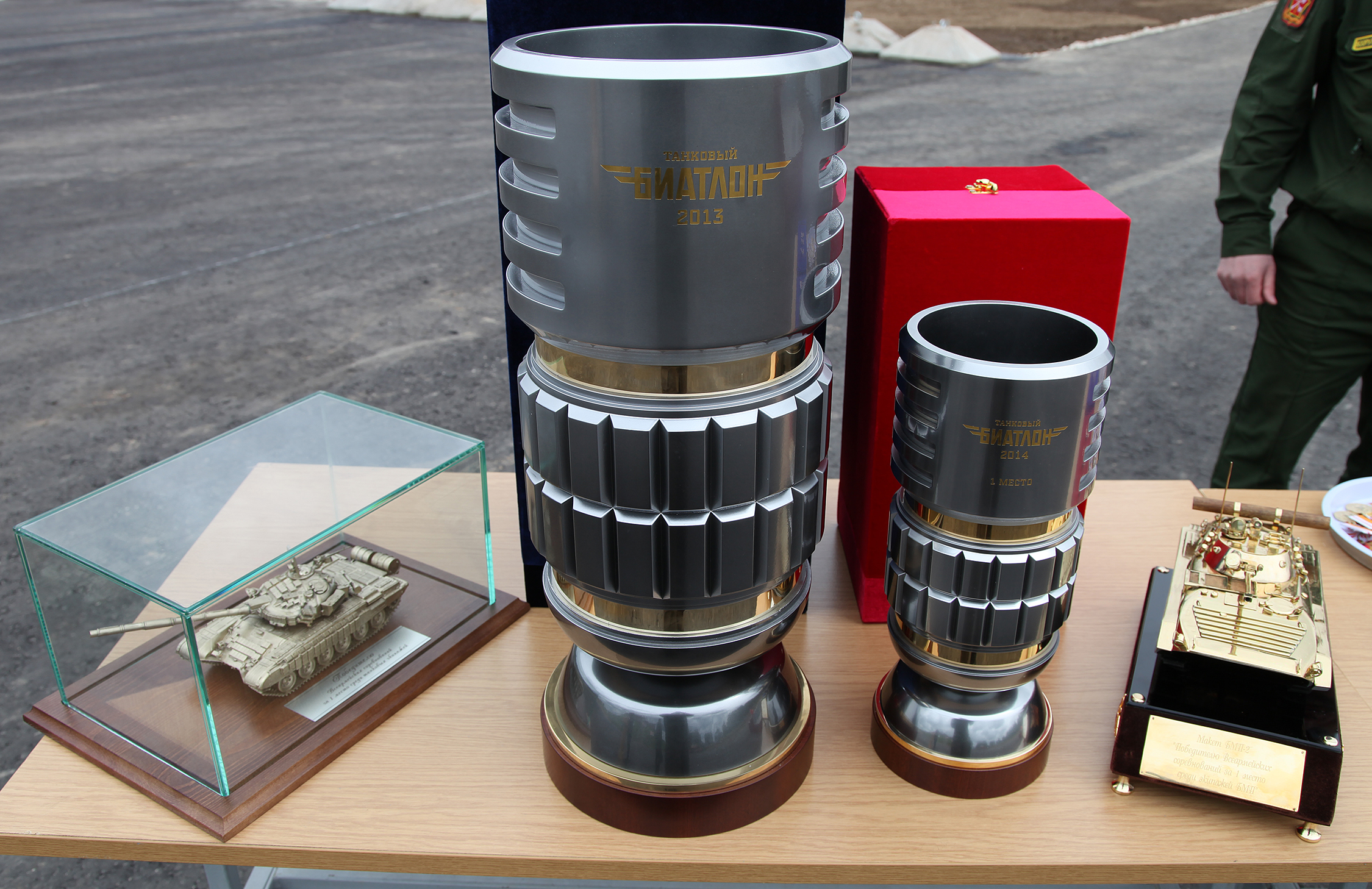
2014年的冠军奖杯

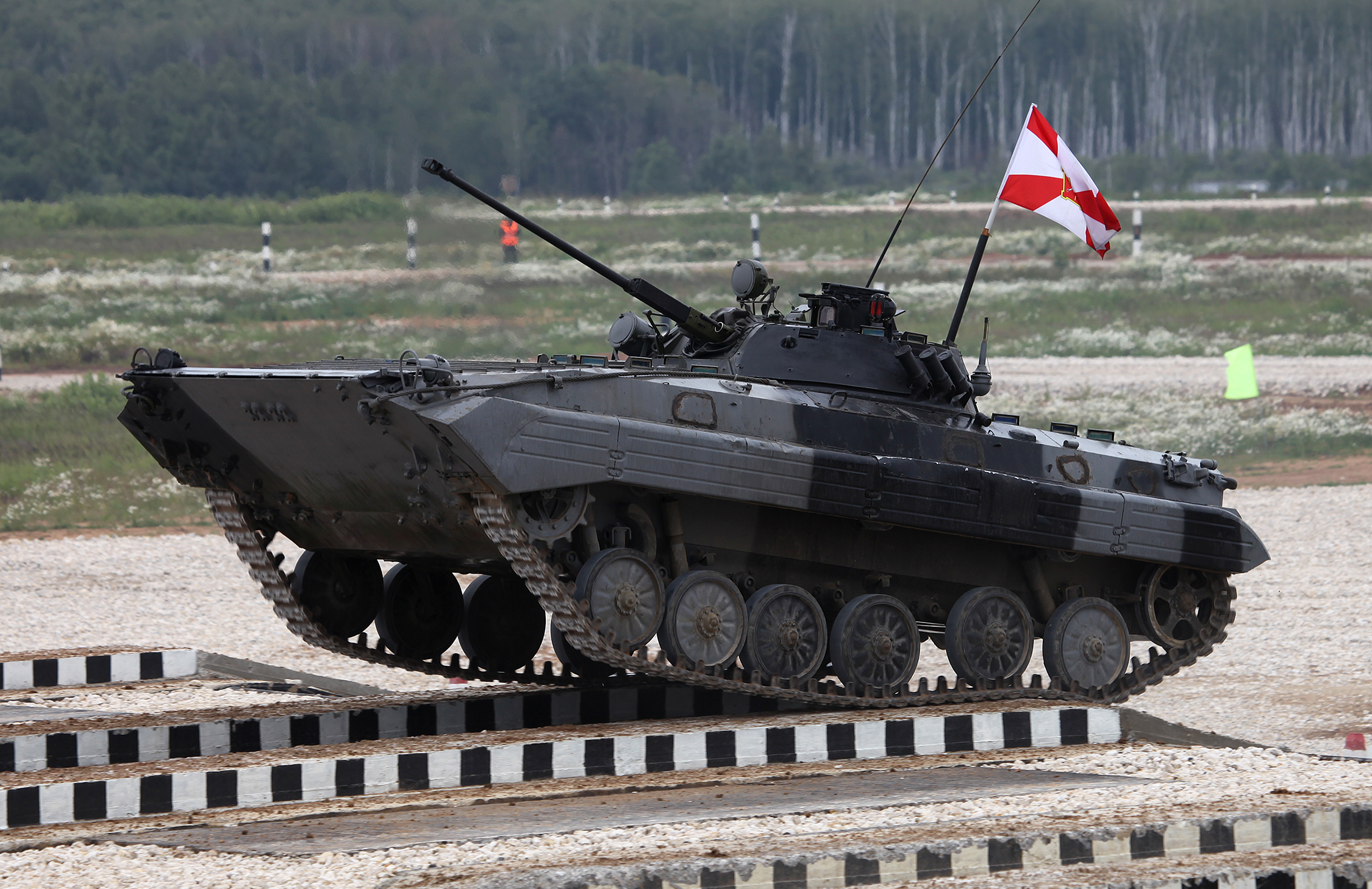
2014年新增装甲车项目，图为俄罗斯一辆练习中的BMP-2

第二届比赛将在2014年8月4-16日举行，共有12个国家代表队参赛（被邀请的有41个国家），其中11个国家使用俄罗斯提供的T-72B坦克，中華人民共和國則使用本国坦克参赛。俄罗斯队由第4近卫坦克师及其他六个州的代表组成。参赛申请截止日期为2014年4月1日。
参赛国：
| 安哥拉   |
| 亞美尼亞 |
| 白俄羅斯 |
| 委內瑞拉 |
| 印度     |
|          |
|          |
| 中國     |
| 科威特   |
| 蒙古国   |
| 俄羅斯   |
| 塞爾維亞 |

根据俄罗斯法律，女坦克手不能参加此项活动。比赛包含多个项目，参赛的坦克成员不仅需要高超的射击技术和驾驶技巧，还需要良好的体质、掌握坦克性能特性，并将回答关于军事历史的问题。预计每天的比赛将有500万观众通过各种渠道观看。

### 2015年坦克两项世界锦标赛
参赛国：
| 亞美尼亞 |
| 印度     |
|          |
|          |
| 中國     |
| 俄羅斯   |
| 塞爾維亞 |
|          |

### 2016年坦克两项世界锦标赛
参赛国：
| 1  | 俄羅斯   |
| 2  | 中国     |
| 3  |          |
| 4  | 白俄羅斯 |
| 5  | 塞爾維亞 |
| 6  | 印度     |
| 7  |          |
| 8  | 蒙古国   |
| 9  | 亞美尼亞 |
| 10 |          |
| 11 | 安哥拉   |
| 12 | 伊朗     |